# 因陀罗跋摩一世
因陀罗跋摩一世（Indravarman I）是柬埔寨吴哥王朝的第三代国王。在他统治时期为877年或878年至889年或890年。在这段时间里，高棉帝国的都城位于吴哥城18公里外的诃里诃罗洛耶（罗洛士），而不在吴哥。他在洛勒（Lolei或Roluos）建了碧科寺（Preah Ko，879年）和巴孔寺（Bakong，881年）。

## 前辈
根据普力科寺中的880年1月25日的铭文因陀罗跋摩一世在普力科寺建造了三座庙塔来纪念三位已故的国王及其王后。在塔的门框上书名了纪念的国王的名称：中间的塔纪念的是阇耶跋摩二世和他的王后，北边的纪念的是他的外祖父母，南边的纪念的是阇耶跋摩三世和他的王后。
对吴哥王朝9世纪的国王序列在学者间还有一些争议。由于阇耶跋摩三世的纪录和事迹很少，加上一些纪念塔，一些学者认为罗洛士的梵语铭文说在阇耶跋摩三世和因陀罗跋摩一世之间还有两位国王。这些学者认为因陀罗跋摩一世的继承人耶输跋摩一世893年7月8日的铭文说明阇耶跋摩三世的继承人是阇耶跋摩二世的母亲的弟弟。
但是也有学者认为这些名字都只是国王为他已逝父母加的尊号，这些尊号甚至可能在他们生前就已经有了。

## 建筑
因陀罗跋摩一世建造了大量建筑物。他首先为他的臣民建造了一个灌溉稻田的灌溉系统。这个建筑工程的目的在于建造巨大的蓄水池来储蓄雨季的水，然后在旱季通过运河和渠道来使用它们。印度教神话认为这些蓄水池代表海洋，而庙宇的塔则代表须弥山，诸神住的地方。因陀罗跋摩一世和他的梵教顾问终年施行了许多仪式来加强这个信仰。比如在插秧前施行布雨仪式。他一继位就铭文道：“从今天开始五日内我将开始挖。”他挖的蓄水池规模非常大，其中最大的长3.8千米，宽800米。在雨季它可以容750万立方米的水。今天它已经干枯了。不过后来的国王还建造了更大的蓄水池。
因陀罗跋摩一世的第二批工程是建造奉献给神、祖先和父母的庙宇。在他的首都他建造了奉献给他的父母、妻子和王朝建立人阇耶跋摩二世的庙宇。
因陀罗跋摩一世的第三项工程是为一个以他自己命名的林枷建造一座庙山。因陀罗跋摩一世之后还有13名国王建造了这样的庙宇。庙的周围由一座湖环绕，它本身是由逐渐升高的金字塔组成的。这座庙位于首都的中心。湖外还有两层墙。虽然这座庙比其前辈要大，但是比起后来类似的庙来还是很小的。这也是在高棉建筑中首次使用那伽作为分割人的世界和神的住地的桥的守护。

## 继承人
因陀罗跋摩一世死于889年或890年，可能经过短暂但是血腥的斗争后耶输跋摩一世成为他的继承人。